# Oberzeiring
Oberzeiring är en ort i kommunen Pölstal i distriktet Murtal i förbundslandet Steiermark i Österrike.  Oberzeiring var tidigare en självständig kommun, men blev den 1 januari 2015 en del av nybildade kommunen Pölstal.
Området kring Oberzeiring var bebott redan under romartiden. En gammal romersk väg, ”Via Norica” från Virunum till Ovilava (Wels), gick här förbi. Möjligtvis bröts silver här redan under romartiden, men säkert före år 1000. 
Oberzeirings blomstringstid som gruvort inföll på 1200- och 1300-talen. Omkring 1356 skedde en stor vatteninbrytning i gruvan och gruvverksamheten lades ner kring år 1400. Under 1700- och 1800-talen bröts järn i Oberzeiring och på 1900-talet tungspat. Även en ljusblå aragonit, så kallad Zeiringit, bröts i de gamla gruvorna, men förekomsten har tagit slut.
Nuförtiden är turism områdets viktigaste näring. Det finns en besöksgruva och ett gruvmuseum i Oberzeiring samt ett kurcentrum för astmasjuka.
Kommunen bestod av fyra orter (Ortschaften) (inom parentes invånarantal 1 januari 2024):
- Gföllgraben (50)
- Oberzeiring (611)
- Zeiringgraben (32)
- Zugtal (83)